# Puerto Plata (kommun)
Puerto Plata är en kommun i Dominikanska republiken.   Den ligger i provinsen Puerto Plata, i den centrala delen av landet, 80 km väster om huvudstaden Santo Domingo. Antalet invånare 
i kommunen är cirka 338 000.
Terrängen i Puerto Plata är bergig.
Följande samhällen finns i Puerto Plata:
- Puerto Plata